# انصعاق العضلة القلبية
انصعاق عضلة القلب أو ذهول عضلة القلب (بالإنجليزية: Myocardial stunning)‏ في طب القلب هو مصطلح يشير لحالة تُظهر فيه أجراء من عضلة القلب (المقابلة لمنطقة انسداد الشريان التاجي الرئيسي) شكل من أشكال شذوذ الانقباذ. ويمثل خلل قطاعي يستمر لفترة متغيرة من الزمن، حوالي أسبوعين، حتى بعد تخفيف الإقفار (على سبيل المثال بواسطة قسطرة الأوعية الدموية أو جراحة الشريان التاجي). في هذه الحالة، في حين أن تدفق الدم لعضلة القلب يعود إلى وضعه  الطبيعي، إلا أن الوظيفة لا تزال منخفضة لفترة متغيرة من الزمن.

## الأسباب
تتضمن الحالات السريرية المرتبطة بانصعاق العضلة القلبية ما يلي:
- احتشاء العضلة القلبية الحاد وتدبير إعادة التروية مبكرًا
- الذبحة الصدرية اللامستقرة
- رأب الوعاء التاجي عن طريق الجلد
- بعد الجراحة القلبية
- انصعاق العضلة القلبية العصبي التالي لحادثة وعائية دماغية مثل النزف تحت العنكبوتية
- في المرضى الذين يخضعون للديال الدموي المنتظم، قد يؤدي انصعاق العضلة القلبية المزمن إلى قصور القلب.

وقد ساهم انصعاق العضلة القلبية أيضًا في الإصابة باعتلال تاكوتسوبو القلبي.

## الفزيولوجيا المرضية
ما زال الجدال قائمًا حول الآليات الرئيسية الكامنة وراء الإصابة بانصعاق العضلة القلبية. تشير فرضيتان رئيسيتان إلى تلف الجذور الأكسجينية الحرة الناجم عن إعادة التروية والتغيرات في تدفق الكالسيوم مما يؤدي إلى فرط الكالسيوم داخل الخلايا وزوال حساسية الخيوط العضلية. بعد حدوث نقص التروية الكلي تتحول العضلة القلبية فوريًا من استحداث الغلوكوز الهوائي إلى الاستحداث اللاهوائي مما يحد من القدرة على استحداث الفوسفات عالي الطاقة مثل الأدينوسين ثلاثي الفوسفات والكرياتينين. يؤدي نقص الطاقة وتراكم حمض اللبنيك في هذه الحالة إلى توقف الانقباض بعد 60 ثانية من حدوث نقص التروية (أي انسداد الأوعية). يتلو ذلك فترة من انصعاق العضلة القلبية، إذ يحدث الخلل الإقفاري القابل للإصلاح. بعد حوالي 30 دقيقة من بداية الإصابة بنقص التروية الكلي يصبح الضرر غير قابل للإصلاح، وبذلك تنتهي مرحلة انصعاق العضلة القلبية. يُعتقد أن استحداث الجذور الأكسجينية الحرة خلال الفترة الأولية لإعادة التروية بعد الحادث الإقفاري له دور أساسي في الإصابة بانصعاق العضلة القلبية.
تشير بعض الأدلة إلى أن النوبات القصيرة والمتكررة من نقص تروية العضلة القلبية قد تؤدي إلى انصعاق العضلة القلبية المزمن وضعف الانقباض البطيني.

## التشخيص
يمكن استخدام تقنيات التصوير مثل تخطيط صدى القلب وتصوير البطين القلبي والفحص الطبي باستخدام النظائر المشعة للكشف عن الخلل الوظيفي الانقباضي التالي للحادث الإقفاري وعودة التروية. يجب أن تكون التروية طبيعية في منطقة الخلل الوظيفي ويمكن الكشف عن ذلك باستخدام التصوير المقطعي بالإصدار البوزيتروني، تخطيط صدى القلب بالتباين و/أو التصوير الومضاني بالثاليوم لتشخيص انصعاق العضلة القلبية المتوقع. مع ذلك فهناك الكثير من الصعوبات العملية لتشخيص انصعاق العضلة القلبية باللجوء إلى هذه الطرق. يجب التحري الدقيق عن التروية الدموية الموضعية في العضلة القلبية والخلل الوظيفي الانقباضي في العضلة عند مستويات عالية من الحساسية. يجب أيضًا التفريق بين انصعاق العضلة القلبية والحالات الأخرى مثل سبات العضلة القلبية ونقص التروية تحت الشغاف المستمر (الصامت) والذي يمكن أن يرافق الانصعاق المركب أيضًا.